# سام غيبونز
سام غيبونز (بالإنجليزية: Sam Gibbons)‏ هو محامي وسياسي أمريكي، ولد في 20 يناير 1920 في تامبا في الولايات المتحدة، وتوفي بنفس المكان في 10 أكتوبر 2012. حزبياً، نشط في الحزب الديمقراطي.

## مناصب
- في انتخابات مجلس النواب الأمريكي 1990 [الإنجليزية]‏، انتخب عضو مجلس النواب الأمريكي عن دائرة Florida's 7th congressional district [الإنجليزية]‏ وقد انضم خلال فترته النيابية [الإنجليزية]‏ (3 يناير 1991 – 3 يناير 1993)  للكتلة البرلمانية الحزب الديمقراطي.
- في انتخابات مجلس النواب الأمريكي 1992 [الإنجليزية]‏، انتخب عضو مجلس النواب الأمريكي عن دائرة Florida's 11th congressional district [الإنجليزية]‏ وقد انضم خلال فترته النيابية [الإنجليزية]‏ (5 يناير 1993 – 3 يناير 1995)  للكتلة البرلمانية الحزب الديمقراطي.
- في انتخابات مجلس النواب الأمريكي 1994 [الإنجليزية]‏، انتخب عضو مجلس النواب الأمريكي عن دائرة Florida's 11th congressional district [الإنجليزية]‏ وقد انضم خلال فترته النيابية [الإنجليزية]‏ (4 يناير 1995 – 3 يناير 1997)  للكتلة البرلمانية الحزب الديمقراطي.
- انتخب مندوب [الإنجليزية]‏ (1964 – ).
- انتخب عضو مجلس ولاية فلوريدا (1959 – 1962).
- انتخب عضو مجلس نواب فلوريدا (1953 – 1958).
- انتخب عضو مجلس النواب الأمريكي (3 يناير 1963 – 3 يناير 1997).